# 昭和村 (香川県)
昭和村（しょうわむら）は、香川県綾歌郡にあった村。

## 歴史
- 1929年4月1日 - 綾歌郡千疋村、畑田村が合併し、昭和村が発足。
- 1954年4月1日 - 陶村・滝宮村・羽床村と新設合併し、綾南町が発足。同日付で昭和村が廃止。